# Europa (película)
Europa (1991) es una película dirigida por Lars von Trier. Es la tercera película teatral de von Trier y la última de su trilogía europea, tras El elemento del crimen (1984) y Epidemic (1987).
Europa salió al mercado en América del Norte como Zentropa para evitar confusión con Europa Europa (1990, de Agnieszka Holland).

## Argumento
Codirigida por von Trier y Niels Vørsel, cuenta la historia de un joven e idealista estadounidense que ingresa a trabajar a la empresa ferroviaria Zentropa, esperando "mostrar algo de amabilidad" al pueblo alemán poco después de terminar la Segunda Guerra Mundial
Europa fue influida por la novela inconclusa de Franz Kafka América. Además, el nombre de la película fue elegido como un "eco" de esa novela.

## Reparto
- Jean-Marc Barr - Leopold Kessler
- Barbara Sukowa - Katharina Hartmann
- Udo Kier - Lawrence Hartmann
- Ernst-Hugo Järegård - Uncle Kessler
- Henning Jensen (actor) - Siggy
- Erik Mørk - Pater
- Eddie Constantine - Colonel Harris
- Max von Sydow - Narrator
- Jørgen Reenberg - Max Hartmann
- Benny Poulsen - Steleman
- Erno Müller - Seifert
- Dietrich Kuhlbrodt - Inspector
- Michael Phillip Simpson - Robins
- Holger Perfort - Mr. Ravenstein
- Anne Werner Thomsen - Mrs. Ravenstein
- Lars von Trier - Judío
- Baard Owe - Hombre con papeles

## Producción

### Localizaciones
- En Polonia (exteriores)
  - Catedral de Chojna (Marienkirche)
  - Cambio de vías giratorio en Chojna
- En Dinamarca
  - Nordisk Film estudios, Copenhague
  - Copenhagen Dansk Hydraulisk Institut